# I Want to Believe: Original Motion Picture Score
The X-Files: I Want to Believe: Original Motion Picture Score es la banda sonora compuesta por Mark Snow de la segunda película de The X-Files de 2008 que se tituló The X-Files: I Want to Believe. Contiene una versión remasterizada del tema de Unkle.

## Lista de canciones
1. "Moonrise"
2. "No Cures / Looking for Fox"
3. "The Trip to DC"
4. "Father Joe"
5. "What If You're Wrong / Sister"
6. "Ybara the Strange / Waterboard"
7. "Can't Sleep / Ice Field"
8. "March and Dig / Girl in the Box"
9. "A Higher Conscious"
10. "The Surgery"
11. "Good Luck"
12. "Seizure / Attempted Escape"
13. "Foot Chase"
14. "Mountain Montage / The Plow"
15. "Photo Evidence"
16. "The Preparation"
17. "Tranquilized"
18. "The Axe Post"
19. "Box Them"
20. "Home Again"
21. "The X-Files Theme (Variación de UNKLE del tema Surrender Sounds Session #10)" - UNKLE
22. "Broken (con Gavin Clark)" - UNKLE
23. "Dying 2 Live" - Xzibit

## Documental 'Trust No One'
En el documental que se incluye en la edición 'Ultimate X-Phile" del DVD de The X-Files: I Want To Believe, se indica que algunos de los sonidos inusuales fueron creados a partir de una variación de masilla silly putty y monedas de 10 centavos escondidos entre las cuerdas de un piano.
Mark Snow comenta además que se inspiró en la pista 'Prospectors Quartet' de la banda sonora de There Will Be Blood para algunas de las percusiones rápidas.